# فهرست خودروهای دانگ‌فنگ
این صفحه خوردوهای تولیدشده توسط شرکت خودروسازی چینی دانگ‌فنگ موتور را بر پایه کلاس فهرست می‌کند.

## ام‌پی‌وی

### دانگ‌فنگ ۳۳۰

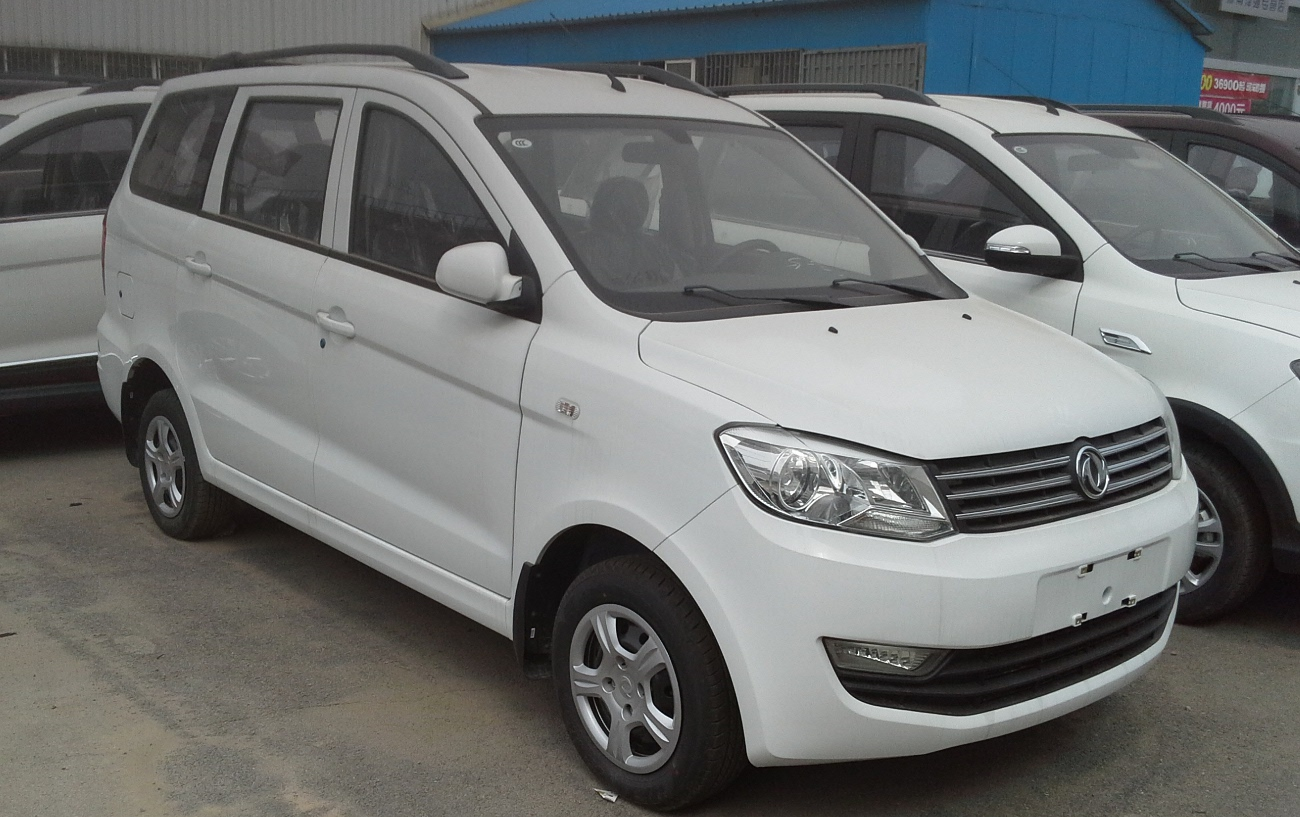
دانگ‌فنگ ۳۰۰

دانگ‌فنگ ۳۳۰ یک کامپکت ام‌پی‌وی سایز کوچک است که از سال ۲۰۱۴ تاکنون تولید می‌شود.
این خودرو پس از معرفی در سال ۲۰۱۴، در سال ۲۰۱۵ به بازار چین عرضه شد. قیمت این خودرو از ۳۲۹۰۰ یوان تا ۴۴٬۹۰۰ یوان متغیر است.
نسخه کراس‌اوور این خودرو در سال ۲۰۱۵ معرفی و به بازار عرضه گردید. قیمت نسخه کراس اوور این خودرو از ۵۷٬۹۰۰ یوان تا ۷۴٬۹۰۰ یوان متغیر بود.
برای این خودرو دو موتور قابل انتخاب بود: یک موتور ۱٫۳ لیتری با قدرت ۷۸ اسب بخار یا یک موتور ۱٫۵ لیتری با قدرت ۱۱۶ اسب بخار. هر دو موتور با جعبه‌دنده ۵ سرعته دستی متصل می‌شوند.

### دانگ‌فنگ اس۵۰۰

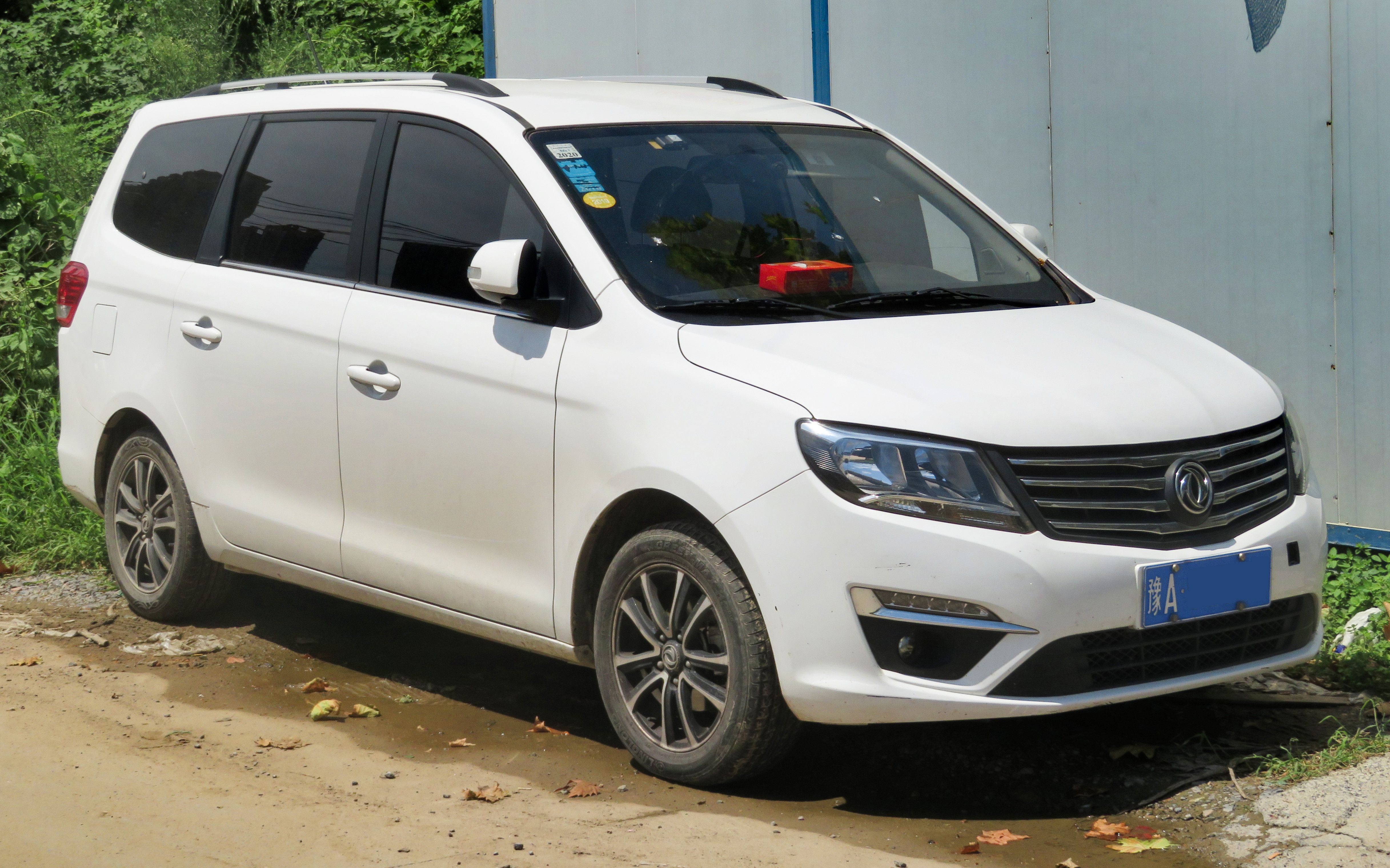
دانگ‌فنگ اس۵۰۰

دانگ‌فنگ اس۵۰۰ یک ون ام‌پی‌وی کوچک است که از سال ۲۰۱۵ تاکنون توسط دانگ‌فنگ موتور تولید می‌شود.
این خودرو رسماً در آوریل ۲۰۱۵ در نمایشگاه خودرو شانگهای ۲۰۱۵ معرفی شد.
دانگ‌فنگ اس۵۰۰ یک خودروی هفت‌نفره با پیکربندی ۲-۲-۳ صندلی است. قیمت این خودرو از ۶۵٬۰۰۰ یوان تا ۹۹٬۹۰۰ یوان متغیر است. اس۵۰۰ از یک موتور خطی ۴ سیلندر ۱٫۵ لیتری بنزینی بهره می‌برد که با جعبه‌دنده پنج سرعته دستی یا سی‌وی‌تی جفت می‌شود.

#### ایمنی
دانگ‌فنگ اس۵۰۰ در سال ۲۰۱۵ در مؤسسه سی‌ان‌سی‌ای‌پی توانست ۳ ستاره از ۵ ستارهٔ ایمنی را دریافت کند.
| تست                 | امتیاز    |
| محافظت از سرنشینان: | 3/5 ستاره |
| امتیاز کلی:         | ۴۳٪       |

### دانگ‌فنگ فنگ‌گوانگ ۳۳۰اس

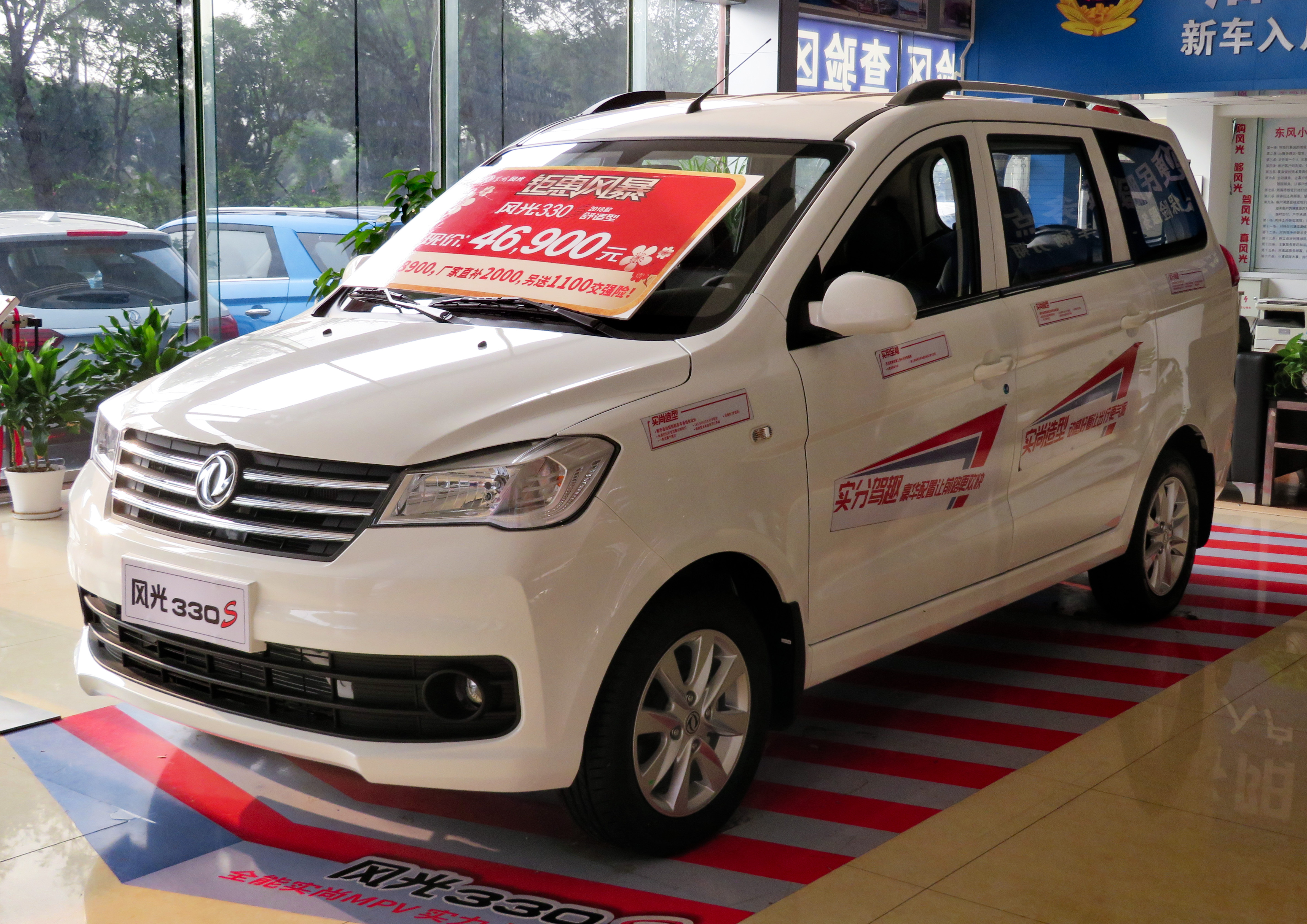
دانگ‌فنگ ۳۳۰اس

دانگ فنگ ۳۳۰اس یک خودروی ون ام‌پی‌وی ۷ نفره است که توسط شرکت دانگ‌فنگ تولید می‌شود. دانگ‌فنگ ۳۳۰ اس در نوامبر ۲۰۱۷ در چین رونمایی شد. این خودرو در واقع نسل بعدی دانگ‌فنگ ۳۳۰ است. ظرفیت این ون ۷ نفر است و چینش صندلی‌ها به صورت ۲-۳-۲ است. قیمت این خودرو در زمان معرفی از ۴۵٬۰۰۰ یوآن تا ۴۷٬۰۰۰ یوآن متغیر بوده‌است. موتور درنظر گرفته‌شده برای این مدل یک گونهٔ ۱٫۵ لیتری ۴ سیلندر خطی بود و از یک جعبه‌دنده دستی نیز برخوردار بود.

## سدان

### دانگ‌فنگ ال۶۰

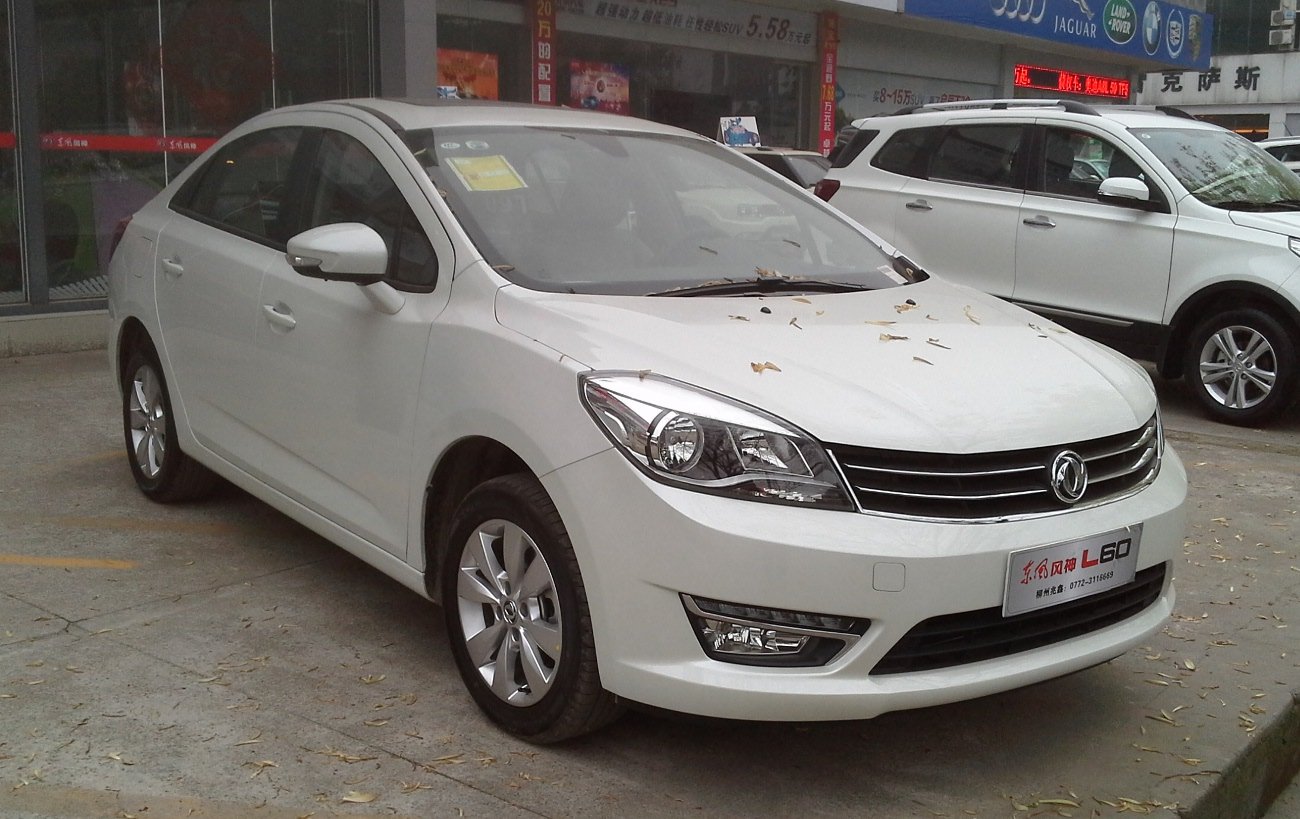
دانگ‌فنگ ال۶۰

دانگ‌فنگ ال۶۰ یک خودروی سدان ۴ در اندازه کوچک است که از سال ۲۰۱۵ تا ۲۰۱۹ توسط دانگ‌فنگ در چین تولید می‌شد. نسخهٔ تولیدی این خودرو که برای اولین بار در سال ۲۰۱۴ به صورت یک خودروی مفهومی رونمایی شد، در سال ۲۰۱۵ در نمایشگاه خودروی شانگهای رونمایی شد. دانگ فنگ ال۶۰ مبتنی بر پلت‌فرم پی‌اس‌ای پی‌اف۲ است و بر پایه نسل اول پژو ۴۰۸ تولید شده‌است.
این خودرو در مارس ۲۰۱۵ با قیمت از ۸۹٬۷۰۰ یوان تا ۱۲۹٬۷۰۰ یوان (۱۴٬۴۳۶–۲۰٬۸۷۴ دلار) به بازار خودرو چین راه یافت. موتورهای این خودرو شامل یک موتور ۱٫۶ لیتری با قدرت ۱۱۵ اسب بخار و گشتاور ۱۵۰ نیوتن متر و یک موتور ۱٫۸ لیتری با قدرت ۱۳۷ اسب بخار و گشتاور ۱۷۲ نیوتن متر است. هر دو موتور به یک جعبه‌دنده پنج سرعته دستی یا یک جعبه‌دنده شش سرعته خودکار متصل می‌شوند.
طول دانگ‌فنگ ال۶۰ برابر با ۴٬۶۸۰ میلیمتر (۱۸۴٫۳ اینچ)، عرض آن ۱٬۸۱۵ میلیمتر (۷۱٫۵ اینچ) و ارتفاع آن معادل ۱٬۵۲۵ میلیمتر (۶۰٫۰ اینچ) است. از جمله امکانات ال۶۰ می‌توان به سیستم تهویه مطبوع، استارت دکمه‌ای، نمایشگر لمسی، گرم‌کن صندلی و آینه، ورود بدون کلید، کروز کنترل، رادار پارک، دوربین دنده‌عقب، ترمز ضد قفل، سامانه کنترل پایداری الکترونیکی، ایزوفیکس و چهار کیسهٔ هوا اشاره کرد.

## شاسی‌بلند

### دانگ‌فنگ اس‌ایکس۵

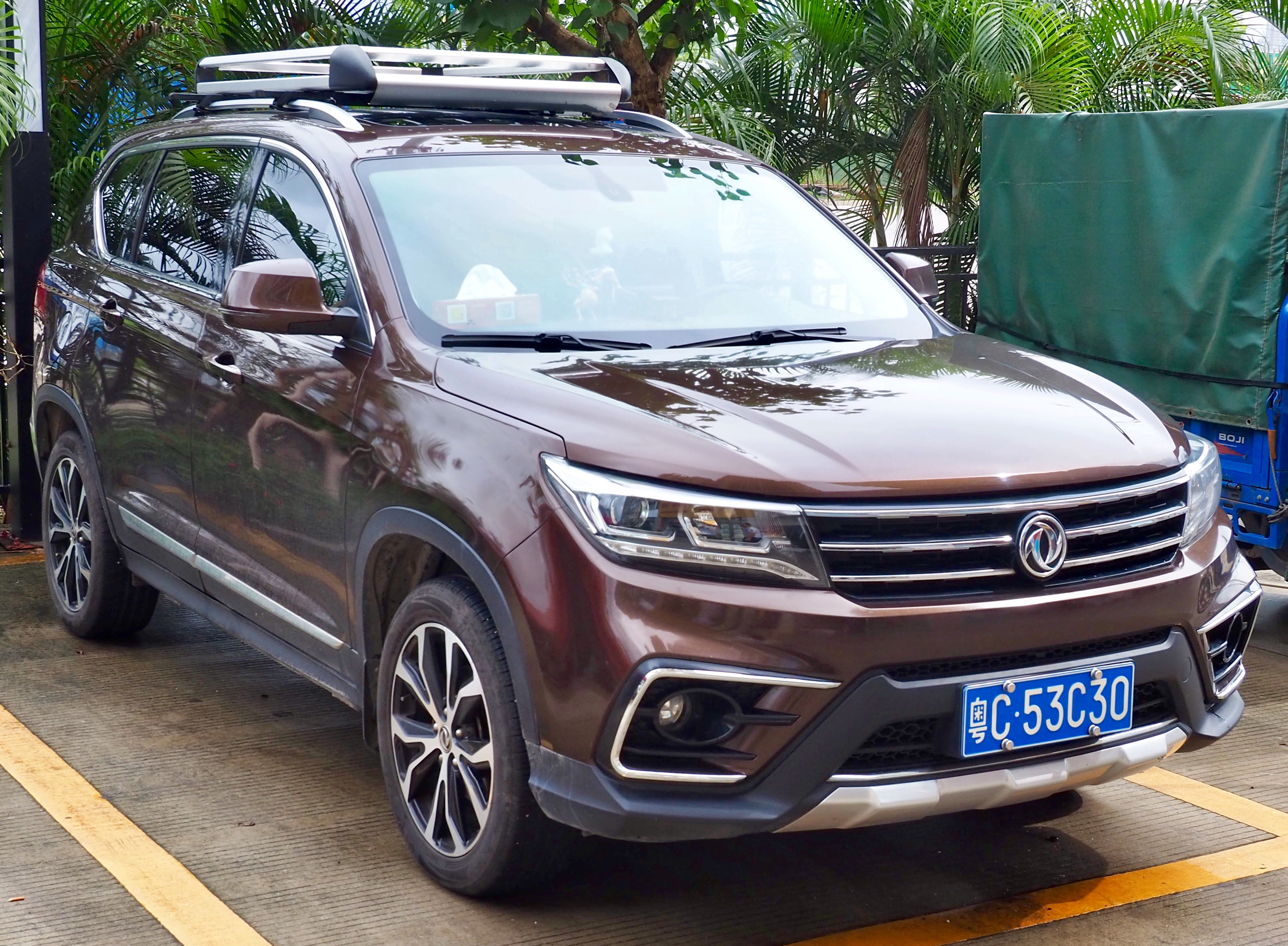
نسل دوم دانگ‌فنگ اس‌ایکس۵

دانگ‌فنگ اس‌ایکس۵ یک خودروی شاسی‌بلند اندازه متوسط ساخت شرکت دانگ‌فنگ است که از سال ۲۰۱۳ تاکنون در دو نسل تولید شده‌است. نسل نخست این خودرو که در کلاس ام‌پی‌وی قرار داشت، بر پایه میتسوبیشی گراندیس ساخته شده‌بود. این نسل که از دو موتور ۱٫۶ و ۱٫۸ لیتری برخوردار بود، تا سال ۲۰۱۶ تولید می‌شد.
نسل دوم این مدل در سال ۲۰۱۶ و در نمایشگاه خودروی گوانگژو معرفی شد. برای این خودرو دو موتور ۱٫۶ و ۲٫۰ لیتری در دسترس هستند. اس‌ایکس۵ در ایران نیز عرضه می‌شود و موتور اختصاص‌یافته به آن، گونهٔ ۱٫۶ لیتری ۱۲۳ اسب بخاری بوده و نیروی آن از طریق جعبه‌دندهٔ متغیر پیوسته به چرخ‌ها منتقل می‌شود. از جمله امکانات این نسل می‌توان به سامانه بازدارنده سرعت، دوربین دنده عقب و امکانات رفاهی و ایمنی دیگر اشاره کرد.

### دانگ‌فنگ اس‌ایکس۶
دانگ‌فنگ اس‌ایکس۶ یک شاسی‌بلند اندازه متوسط است که در ژوئیهٔ ۲۰۱۶ توسط دانگ‌فنگ لیوژو موتور عرضه شده‌است. برای این مدل دو موتور ۱٫۶ لیتری ساخت میتسوبیشی و ۲٫۰ لیتری ساخت پی‌اس‌ای در نظر گرفته شده‌است که به‌ترتیب از قدرت ۱۱۷ و ۱۳۸ اسب بخار بهره‌مند هستند. جعبه‌دنده‌های عرضه شده روی اس‌ایکس۶ شامل یک گونهٔ ۵ دندهٔ دستی و یک گونهٔ سی‌وی‌تی هستند. در سال‌های ۲۰۱۶ و ۲۰۱۷ یک مدل جایگزین با نام ایکس۶ برای این مدا عرضه شد که تولید آن با توجه به آمار فروش ضعیف، در سال ۲۰۱۷ متوقف شد.

## کراس‌اوور

### دانگ‌فنگ اس۵۶۰

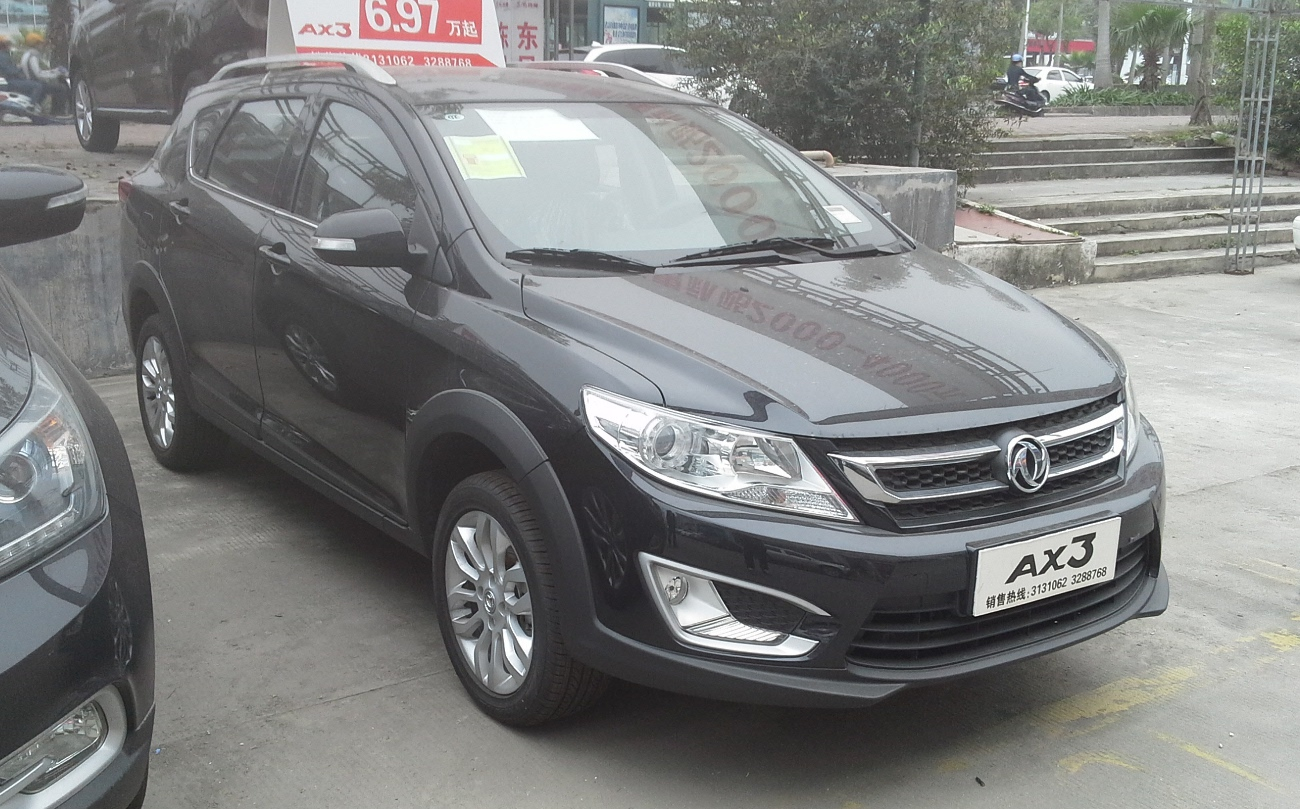
دانگ‌فنگ فنگشن ای‌ایکس۳

دانگ‌فنگ اس۵۶۰ یک کراس‌اوور سایز بزرگ است که از سال ۲۰۱۷ تاکنون توسط شرکت دانگ‌فنگ در چین و اندونزی تولید می‌شود. دو موتور بنزینی ۱٫۵ لیتری توربو و ۱٫۸ لیتری تنفس طبیعی برای این خودرو در دسترس است که هر دوی آن‌ها به جعبه‌دندهٔ ۶ سرعته خودکار مجهز هستند. این خودرو در چین موفق به کسب چهار ستاره از پنج ستارهٔ ایمنی شده‌است.

### دانگ‌فنگ فنگشن ای‌ایکس۳
دانگ‌فنگ فنگشن ای‌ایکس۳ یک خودروی کراس‌اوور کامپکت کوچک است که توسط شرکت دانگ‌فنگ فنگشن، زیرمجموعهٔ دانگ‌فنگ موتور چین تولید می‌شود. دانگ‌فنگ فنگشن ای‌ایکس۳ در نمایشگاه خودروی شانگهای سال ۲۰۱۵ معرفی شد. عرضه این خودرو از ژوئیه ۲۰۱۶ با قیمتی مابین ۶۹٬۷۰۰ تا ۸۷٬۷۰۰ یوآن آغاز شد.